# Afaria
Afaria – oprogramowanie firmy Sybase, przeznaczone do ochrony i zarządzania urządzeniami przenośnymi oraz umieszczonymi na nich aplikacjami i danymi. Należy do klasy Enterprise Mobile Device Management.
Afaria posiada narzędzie skryptowe przeznaczone do zautomatyzowania biznesowego procesu śledzenia zasobów: oprogramowania, danych i urządzeń. Umożliwia monitorowanie wykorzystania urządzeń, przepływ danych oraz tworzenie kopii zapasowych. Afaria projektowana była z myślą o środowisku mobilnym. Działa bez względu na typ połączenia i prędkości łącza (LAN, WLAN, DSL, USB, UMTS, GPRS, IrDa, Bluetooth).
Zarządzanie odbywa się poprzez konsolę administracyjną dostępną z poziomu przeglądarki. Konsola umożliwia jednoczesne zarządzanie i ochronę urządzeń, aplikacji oraz krytycznych danych. Oprogramowanie zapewnia możliwość zdefiniowania profili dla każdej z grup użytkowników oraz kanałów dystrybucyjnych dla każdego z typów urządzeń. Administrator ma możliwość centralnego konfigurowania urządzeń przebywających w terenie, bez potrzeby interakcji z użytkownikiem.

## Zarządzanie
Z poziomu konsoli administratora Afaria umożliwia w sposób zdalny (na urządzeniach będących w terenie):
- dystrybucję aplikacji (instalacja oraz aktualizacja)
- dystrybucję treści (optymalizacja łącza: wysyłane są tylko zmienione fragmenty plików).
- śledzenie zasobów - inwentaryzacja urządzeń, oprogramowania (w tym licencji) i danych
- nakładanie łat na system operacyjny i dodatków serwisowych
- konfigurację urządzeń (np. interfejsów sieciowych, rejestru systemu)
- wykonywanie kopii zapasowych i odtwarzanie danych

## Bezpieczeństwo
W środowisku mobilnym Afaria zapewnia zdalne zabezpieczenia w obszarach:
- szyfrowania transmisji
- wymuszanie polityki haseł
- wymuszanie szyfrowania danych (pojedynczych plików lub całych dysków, w tym również zewnętrznych kart pamięci)
- blokowanie, czyszczenie i hard reset urządzenia w przypadku utraty lub kradzieży
- kontrola portów: bluetooth, kamera, mikrofon, podczerwień, WiFi, karty pamięci, USB
- ochrona przed wirusami oraz funkcja firewall

## Komponenty
W skład Afarii wchodzi kilka komponentów, z których każdy może być oddzielnie wdrażany:
- Backup Manager – do tworzenia i zarządzania kopiami zapasowymi danych z urządzeń przenośnych
- Configuration Manager – konfiguracji urządzeń, ustawień systemowych, ustawień połączeń itd.
- Document Manager – przesłanie plików oraz ich późniejsza aktualizacja
- Inventory Manager – inwentaryzacja urządzeń
- License Manager – inwentaryzacja aplikacji
- Patch Manager – zarządzanie łatami systemu operacyjnego
- Security Manager/Data Protection Manager – ochrona hasłem przy włączaniu, szyfrowanie danych i łącza, zdalna blokada, zdalny reset itd.
- Session Manager – wspomniane wyżej narzędzie skryptowe do automatyzacji procesów biznesowych
- Software Manager – dystrybucja, instalacja i aktualizacja (zarządzanie wersjami)
- Remote Control – zdalny dostęp do urządzenia (dostępny tylko dla Windows Mobile)

## Wspierane platformy
Afaria składa się z serwera oraz klientów. Serwer Afarii może pracować pod kontrolą systemów Windows Server 2003 lub 2008. Może być oparty na jednej z baz danych: Sybase SQL Anywhere, Microsoft SQL Server oraz Oracle.
Po stronie klienta wspierane są następujące systemy operacyjne:
- Android
- BlackBerry
- iOS
- Palm OS
- Symbian
- Windows 32
- Windows Mobile

- telefony wyposażone w obsługę Java 1.4 (tylko Session Manager)